# San Fermo della Battaglia
San Fermo della Battaglia là một đô thị ở tỉnh Como trong vùng Lombardia, có cự ly khoảng 40 km về phía bắc của Milano và khoảng 3 km về phía tây nam của Como. Tại thời điểm ngày 31 tháng 12 năm 2004, đô thị này có dân số 4.255 người và diện tích là 3,1 km².
San Fermo della Battaglia giáp các đô thị: Cavallasca, Como, Montano Lucino.